# Turmhügel Oberweißenbach I
Der Turmhügel Oberweißenbach I bezeichnet eine abgegangene Turmhügelburg (Motte) in der Ortsmitte von Oberweißenbach (Haus Nr. 2), einem Gemeindeteil von Selb im Landkreis Wunsiedel im Fichtelgebirge in Bayern.
Von der ehemaligen Mottenanlage mit Außenwall und Kernhügel inmitten eines Teiches ist noch der Turmhügel erhalten. Im Ort befindet sich noch der Burgstall Oberweißenbach (keine Reste) und im Westen der Rest einer Turmhügelburg unter der Bezeichnung Turmhügel Oberweißenbach II.